# Dekanat Luzino
Dekanat Luzino – jeden z 24 dekanatów katolickich archidiecezji gdańskiej, obejmujący obszar gminy Luzino oraz części gmin Wejherowo, Linia i Łęczyce.

## Parafie
W skład dekanatu wchodzi 9 parafii:
1. Parafia MB Nieustającej Pomocy w Gościcinie – Gościcino, ul. Słoneczna 17 A
2. Parafia Matki Bożej Różańcowej w Luzinie – Luzino, ul. Jana Pawła II 26
3. Parafia św. Antoniego Padewskiego w Smażynie – Smażyno 4
4. Parafia św. Izydora w Gowinie – Gowino, ul. Kościelna 5
5. Parafia św. Jadwigi Śląskiej w Kębłowie – Kębłowo, ul. Wiejska 45
6. Parafia św. Józefa Oblubieńca w Sychowie – Sychowo 1
7. Parafia św. Maksymiliana Marii Kolbego w Strzebielinie – Strzebielino, ul. Jana Pawła II 10
8. Parafia św. Mateusza Apostoła w Górze Pomorskiej – Góra, ul. ks. Felskiego 1
9. Parafia św. Wawrzyńca w Luzinie – Luzino, ul. Kościelna 4

## Sąsiednie dekanaty
Gniewino (diec. pelplińska), Kartuzy (diec. pelplińska), Kielno, Lębork (diec. pelplińska), Sierakowice (diec. pelplińska), Wejherowo, Żarnowiec